# Micah Kogo
Micah Kogo (Kenia, 3 de junio de 1986) es un atleta keniano, especializado en la prueba de 10000 m en la que llegó a ser medallista de bronce olímpico en 2008.

## Carrera deportiva
En los JJ. OO. de Pekín 2008 ganó la medalla de bronce en los 10000 metros, con un tiempo de 27:04.11 segundos, llegando a meta tras los etíopes Kenenisa Bekele (oro con 27:01.17 segundos que fue récord olímpico) y Sileshi Sihine.